# Dion-Inseln
Die Dion-Inseln (französisch Îles de Dion) sind eine Gruppe kleiner Inseln und Rifffelsen in der nördlichen Marguerite Bay vor der Fallières-Küste des Grahamlands auf der Antarktischen Halbinsel. Sie liegen 10 km südwestlich des Kap Alexandra auf der Adelaide-Insel.
Entdeckt wurden die Inseln bei der Fünften Französischen Antarktisexpedition (1908–1910) unter der Leitung des Polarforschers Jean-Baptiste Charcot. Dieser benannte sie nach dem französischen Unternehmer Albert de Dion (1856–1946), welcher der Forschungsreise drei Motorschlitten und weitere Ausrüstung zur Verfügung gestellt hatte.
Die Inselgruppe zählt zu den Important Bird Areas in Antarktika (IBA Ant002). Sie ist Brutgebiet der Blauaugenscharbe, des Adeliepinguins, der Buntfuß-Sturmschwalbe, der Dominikanermöwe und des Subantarktikskua. Besonders bemerkenswert ist die Brutkolonie von Kaiserpinguinen auf Emperor Island, weil sie nur eine von drei bekannten Standorten in Antarktika ist, an denen diese Pinguinart an Land brütet.